# Biotensegridad
La biotensegridad es un concepto usado en biología que proviene del término tensegridad y provee un marco de aplicación teórica avanzada de los principios de la tensegridad a las estructuras biológicas. Este enfoque se aplica a la forma cómo las estructuras biológicas, como músculos, huesos, fascias, ligamentos, tendones y membranas celulares, obtienen resistencia y estabilidad al combinar partes que están bajo tensión y compresión. El término fue acuñado por el Dr. Stephen Levin, el cual definió un modelo evolutivo que integra la física, la biofísica, la biología molecular aplicada al cuerpo humano con especial relevancia en la fascia, desde su fisiología celular hasta su propiedades y funciones biomecánicas

## Principios de la biotensegridad
En el sistema musculoesquelético, existe una intrincada red de músculos y tejidos conectivos que trabajan en conjunto. Los huesos proporcionan soporte compresivo, mientras que el sistema nervioso mantiene la tensión a través de estímulos eléctricos. Aunque algunos autores sostienen que la columna vertebral humana también exhibe propiedades de tensegridad, esta afirmación aún carece de un amplio consenso desde una puramente perspectiva estructural.

### Contribuciones de Donald E. Ingber
Un notable avance en la comprensión de la tensegridad en la biología corresponde al trabajo del científico Donald E. Ingber el cual desarrolló una teoría que explica varios fenómenos observados en la biología molecular mediante el modelo de tensegridad. Un ejemplo de ello se encuentra en las formas y respuestas de las células ante la presión aplicada o las interacciones con su entorno pueden ser matemáticamente modeladas considerando el citoesqueleto celular como una estructura tensegrítica.

## Aplicación de la tensegridad y biotensegridad en modelos naturales y biológicos
La perspectiva sobre tensegridad se extiende más allá de las células y se aplica a patrones geométricos que se encuentran en la naturaleza dando lugar al concepto evolutivo de la biotensegridad. Ejemplos notables incluyen la hélice del ADN, la cúpula geodésica de la volvox, el Buckminsterfullereno y otros. Estos patrones pueden entenderse a través de la aplicación de los principios de tensegridad a la autoorganización espontánea de compuestos, proteínas e incluso órganos.
Desde una perspectiva evolutiva, es plausible que las presiones de selección natural favorezcan sistemas biológicos organizados bajo los principios de tensegridad. Según Ingber, las estructuras tensegríticas ofrecen una máxima resistencia al distribuir las fuerzas de tensión de manera eficiente a través de los caminos más cortos entre los elementos, una característica fundamental para enfrentar las demandas mecánicas en la biología

### Selección Natural y Tensegridad
Desde una perspectiva evolutiva, es plausible que las presiones de selección natural favorezcan sistemas biológicos organizados bajo los principios de tensegridad. De acuerdo con Ingber, las estructuras tensegríticas ofrecen una máxima resistencia al distribuir las fuerzas de tensión de manera eficiente a través de los caminos más cortos entre los elementos, una característica fundamental para enfrentar las demandas mecánicas en la biología.

### Mecánica de la tensegridad en biología
La clave radica en cómo las interacciones entre tensión y compresión en la tensegridad minimizan la cantidad de material necesario para mantener la estabilidad y lograr la resiliencia estructural. Es importante destacar que, aunque esta teoría es intrigante, la comparación con materiales inertes en un contexto biológico aún no ha ganado un amplio respaldo en la comunidad científica.

### Aplicación en Embriología
En el campo de la embriología, se ha propuesto que las ondas de diferenciación embrionaria se propagan a través de una "organela de diferenciación", donde el citoesqueleto se ensambla en una estructura tensegrítica bifuncional en el extremo apical de las células, conocida como el "divisor de estados celulares". Esta idea arroja luz sobre la influencia de la biotensegridad en el desarrollo embrionario y sus implicaciones en el sistema fascial.

## Fascia y biotensegridad
La fascia es el tejido del cuerpo que va más allá de la consideración clásica en anatomía y fisiología de un mero envoltorio que recubre el los músculos y otras estructuras del cuerpo, sino la urdimbre y trama del material con procesos propios diferenciados a nivel biomecánico y celular. Los otros tejidos, como el músculo y el hueso, el hígado y el pulmón, el intestino y el sistema urinario, el cerebro y el sistema endocrino, están bordados en el tejido fascial en una intrincada y compleja red de varias capas diferenciadas que interactúan ente sí. Retirando todos los demás tejidos de su lecho fascial, la estructura y la forma permanecen, etéreas pero claramente definidas. El sistema fascial es un continuo estructura que ha evolucionado jerárquicamente desde el embrión unicelular hasta el organismo y que se adapta constantemente a nuevas tensiones para satisfacer las demandas estructurales del organismo. La fascia, sin los elementos de rigidez, sería tan floja como un muñeco de trapo. Si se retiran los cristales de hidroxiapatita del hueso, la forma de los huesos permanece, pero suave, como si se hubiera eliminado el almidón de una camisa rígida. Wolff reconoció que el hueso se endurece en respuesta al estrés de compresión y lo que sucede es que la estructura de soporte del cuerpo, la fascia con sus refuerzos óseos intrincados evoluciona de acuerdo con las leyes físicas.La fascia es una red de tensión, con todo el colágeno inherente en tensión, la llamada "pre-tensión" de los tejidos biológicos. Los elementos de tensión en cada extremo que se comprimen hacia el centro pueden equilibrarse para crear una fuerza de compresión pura y, en una red fascial tensada, ello tendrá efectos sobre el hueso, según la ley de Wolff. Para que esto ocurra, varios procesos estructurales evolutivos gobernados por las reglas de la física e influenciados por el genoma están involucrados en este mecanismo de la biotensegridad. En 1981 se propuso un modelo estructural que incorporaba las leyes físicas relacionadas con formas estructurales trianguladas (y, por lo tanto, inherentemente estables), 'empaquetamiento más cercano' y espumas, y las estructuras de "tensegridad" concebidas por Kenneth Snelson y Buckminster Fuller en un modelo biológico que modelaría adecuadamente desde virus hasta vertebrados, sus sistemas y sub-sistemas, la biotensegridad. La biotensegridad revierte el concepto centenario de que el esqueleto es el marco sobre el cual se coloca el tejido blando y lo reemplaza con un tejido fascial integrado con 'flotación'.

## Citoesqueleto, biotensegridad y mecanotransducción
El citoesqueleto, una intrincada red tridimensional que constituye un componente esencial en el interior de las células y es altamente dinámico.Es de relevancia notar que esta dinamicidad no compromete su capacidad para mantener la forma, la funcionalidad y la estructura de esta compleja estructura. La visualización de procesos celulares y su relación con el citoesqueleto, el cual está sometido a propiedades biomecánicas, como la tensión y la compresión, que pueden medirse y explicarse mediante las leyes de la física aplicadas a la biomecánica. Este equilibrio de propiedades confiere a la célula una integridad tensional, conocida como "tensegridad", un concepto introducido por el Dr. Donald Ingber en 1993, que sigue siendo relevante en la actualidad. Una forma novedosa para comprender la influencia de fenómenos como la tensión, longitud, rigidez y compresión, que involucran proteínas del citoesqueleto (como la actina y la tubulina), así como la matriz extracelular y las integrinas. Las integrinas pertenecen a un  grupo de proteínas transmembranosas de la familia de las moléculas de adhesión compuestas por dos subunidades contiguas y diferenciadas (heterodímeros), que se únen de manera no covalente y denominadas ay β y juegan un rol muy específico en la biotensegridad del citoesqueleto. Investigadores del Children's Hospital Boston, han investigado empleando este fenómeno mediante modelos y  animaciones interactivas que ilustran cómo estas fuerzas generan cambios en las células, que pueden compararse con imágenes obtenidas mediante microscopía de fluorescencia.
La tensión presente en el citoesqueleto de una célula en un momento dado se ve influenciada por la dinámica celular y la forma de su núcleo. Cambios en las fuerzas intracelulares generadas por componentes del citoesqueleto, debido a su interacción con el entorno extracelular, también afectan la forma de los núcleos celulares. La constitución del núcleo celular, incluyendo su viscoelasticidad, desempeña un papel crucial en las interacciones biomecánicas entre el núcleo, el citoesqueleto y la matriz extracelular. Las propiedades viscoelásticas del núcleo difieren del citoplasma y, por lo tanto, las deformaciones y propiedades mecánicas del núcleo pueden estar influenciadas por el estado de tensión y compresión de la célula. La dinámica de los núcleos celulares está intrínsecamente relacionada con la del citoesqueleto, y la composición del núcleoesqueleto se encuentra estrechamente vinculada al citoesqueleto. Se ha señalado que la plasticidad del núcleo celular en células cancerosas es un factor determinante en su capacidad para diseminarse. La mecanotransducción, que implica la conversión de fuerzas físicas en señales químicas, desempeña un papel fundamental en una amplia gama de procesos biológicos, incluyendo el desarrollo, la fisiología y la patología de varios procesos relacionados con la salud humana. Los avances en la mecanotransducción celular representan un campo de rápido crecimiento en la investigación científica actual, y la estrecha relación entre el citoesqueleto. Este proceso incluye el conocimiento y la importancia sobre cómo las células responden a las fuerzas mecánicas que enfrentan. La evaluación de la mecanotransducción a nivel celular es un desafío médico y fisiológico que implica una variedad de enfoques, como la compresión de membranas, el corte por estrés, el uso de pinzas ópticas, la aplicación de fuerzas magnéticas, microscopía de fuerza atómica y la aspiración con micropipetas, entre otros.

## Biotensegridad y sus implicaciones en la salud humana
Dentro del ámbito de la biotensegridad, se ha corroborado de manera concluyente que el mantenimiento de la morfología y la funcionalidad de las células y tejidos posee una importancia cardinal para la homeostasis y la prevención de enfermedades. Un ejemplo paradigmático se encuentra en el contexto de la investigación oncológica, donde se ha constatado que las modificaciones en las fuerzas de tensión y compresión intracelulares pueden propiciar la diseminación de células cancerosas, fenómeno conocido como metástasis. Este hallazgo subraya la imperativa necesidad de ahondar en la comprensión de cómo la biotensegridad gobierna la dinámica intracelular y la respuesta a fuerzas mecánicas, dado que este conocimiento resulta fundamental para la formulación de enfoques terapéuticos eficaces.
En el contexto de las enfermedades, especialmente en el caso del cáncer, la biotensegridad ofrece una perspectiva analítica y promisoria. El entendimiento de cómo las células malignas pueden manipular las tensiones internas y las propiedades mecánicas de su entorno constituye un avance significativo en el campo de la investigación oncológica. Se ha demostrado que las células cancerosas pueden reconfigurar su citoesqueleto y sus interacciones con la matriz extracelular para adquirir una mayor capacidad de migración e invasión. Adicionalmente, la resistencia ante tensiones internas y externas puede conferir a las células cancerosas una ventaja en la resistencia a tratamientos terapéuticos convencionales, tales como la quimioterapia y la radioterapia.
A nivel de órganos y sistemas, la biotensegridad también desempeña un papel relevante en la salud humana. Por ejemplo, en el sistema musculoesquelético, la tensión adecuada en los músculos y tendones es esencial para el movimiento y la prevención de lesiones. La investigación en biotensegridad ha llevado a avances en terapias físicas y de rehabilitación para tratar afecciones musculoesqueléticas, miofasciales y en las cadenas musculares.
En síntesis, el estudio de la biotensegridad en el marco de las enfermedades, en particular en relación con el cáncer, afecciones miofasciales y musculoesqueléticas, proporciona una perspectiva excepcional para desentrañar los mecanismos subyacentes de la patología y para concebir enfoques terapéuticos más precisos y efectivos. Esta confluencia entre la mecánica celular y la salud humana está enriqueciendo de forma substancial la comprensión de ciertas enfermedades y allanando el camino hacia intervenciones terapéuticas más prometedoras en el campo médico.